# Istigobius nigroocellatus
Istigobius nigroocellatus är en fiskart som först beskrevs av Günther, 1873.  Istigobius nigroocellatus ingår i släktet Istigobius och familjen smörbultsfiskar. Inga underarter finns listade i Catalogue of Life.